# 卡鲁曼迪切利帕拉耶姆
卡鲁曼迪切利帕拉耶姆（Karumandi Chellipalayam），是印度泰米尔纳德邦Erode县的一个城镇。总人口20143（2001年）。

## 人口
该地2001年总人口20143人，其中男性9871人，女性10272人；0—6岁人口1849人，其中男1021人，女828人；识字率68.93%，其中男性为74.83%，女性为63.27%。